# XHTV-TV

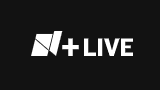

XHTV-TDT est une station de télévision mexicaine en langue espagnole appartenant à Televisa. Elle est à la tête du réseau N+ Foro.

## Histoire
La chaîne a commencé à diffuser en haute définition en 2008.